# Bisztynek
Bisztynek é um município da Polônia, na voivodia da Vármia-Masúria e no condado de Bartoszyce. Estende-se por uma área de 2,16 km², com 2 417 habitantes, segundo os censos de 2017, com uma densidade de 1119,0 hab/km².